# NBA 2K2
NBA 2K2 é um jogo eletrônico dde basquetebol, temático da NBA da temporada de 2002. Foi desenvolvido pela Visual Concepts e publicado pela Sega. Foi lançado em 24 de outubro de 2001 no Dreamcast e depois para o PlayStation 2, GameCube e Xbox, a primeira versão multiplataforma do jogo.